# 橡港市 (華盛頓州)
橡港市（Oak Harbor），又譯奧克港，位於美國華盛頓州艾蘭縣的惠德比島。美國2010年人口普查時人口為22,075人。橡港市組織於1915年5月14日。

## 資料來源
1. ↑  . American FactFinder. 美国人口调查局.   [2012年6月5日]. （原始内容存档于2014年12月18日）.
2. ↑  . United States Census Bureau.   [2008-01-31].
3. ↑  . United States Geological Survey. 2007-10-25  [2008-01-31].

## 外部連結
- 橡港市觀光及遊客服務處 （页面存档备份，存于）
- 惠德比時報 （页面存档备份，存于）
- 橡港市 （页面存档备份，存于）官方網站
- 欺騙橋關公園基金會 （页面存档备份，存于）
- 關於橡港市來自該市商會